# XII Cuerpo Aéreo
El XII Cuerpo Aéreo (Flieger-Korps XII) fue una unidad de la Luftwaffe durante la Segunda Guerra Mundial.

## Historia
Fue formado el 1 de agosto de 1941 en Zeist, a partir del Stab/1.º División de Cazas Nocturnos. El 15 de septiembre de 1943 es reasignado al I Cuerpo de Caza. El Cuartel General en Zeist, cerca de Utrecht, y fue subordinada por el Comando de la Luftwaffe Centro.

## Comandantes
- General Josef Kammhuber – (9 de agosto de 1941 – 15 de septiembre de 1943)

### Jefes de Estado Mayor
- Coronel Ludwig Hoffmann – (? – 15 de septiembre de 1943)
- Teniente coronel Heinrich Wittmer (suplente) – (8 de septiembre de 1943 – septiembre de 1943)

## Orde de Batalla
Controlando las siguientes unidades durante la guerra
- 1.º División de Caza Nocturno – (1 de agosto de 1941 – 1 de mayo de 1942)
- 1.º División de Caza – (1 de mayo de 1942 – 15 de septiembre de 1943)
- 2.º División de Caza – (1 de mayo de 1942 – 15 de septiembre de 1943)
- 3.º División de Caza – (1 de mayo de 1942 – 15 de septiembre de 1943)
- 4.º División de Caza – (febrero de 1943 – 15 de septiembre de 1943)
- 5.º División de Caza – (junio de 1943 – 15 de septiembre de 1943)
- Comando Aéreo de Caza Alemania del Sur – (junio de 1943 – septiembre de 1943)
- 1.º División de Proyectores Antiaéreo
- 2.º División de Proyectores Antiaéreo
- 201.º Regimiento Aéreo de Comunicaciones
- 202.º Regimiento Aéreo de Comunicaciones
- 203.º Regimiento Aéreo de Comunicaciones
- Formación de Aviones/XII Cuerpo Aéreo (Arado 66, Bf 108, Bf 110, Do 215, Ju 88) – (agosto de 1941 – septiembre de 1943)